# Gostinčar
Gostinčar je priimek v Sloveniji, ki ga je po podatkih Statističnega urada Republike Slovenije na dan 1. januarja 2010 uporabljalo 195  oseb in je med vsemi priimki po pogostosti uporabe uvrščen na 2.206. mesto.

## Znani nosilci priimka
- Ana Gostinčar Blagotinšek (*1964), fizičarka, pedagoginja
- Cene Gostinčar, biolog, bioinformatik
- Gašper Gostinčar, hokejist
- Josip Gostinčar (1860 - 1942), krščanskosocialni organizator delavstva, publicist in politik
- Karmen Gostinčar, kulinarična in gospodinjska publicistka
- Marjan Gostinčar, telovadec, športni delavec (gimnastika)
- Marjeta Gostinčar Cerar, prevajalka
- Martin Gostinčar, španski borec
- Mirjam Gostinčar (*1969), socialna delavka, pisateljica kratkih zgodb in kritičarka
- Petra Gostinčar, krasoslovka, geografinja, jamarka
- Robert Gostinčar, krajinski arhitekt
- Tomaž Gostinčar (1952 - 1991), slikar